# Peter Ruge (Architekt)
Peter Ruge (* 1959 in Düsseldorf) ist ein deutscher Architekt und Hochschullehrer.

## Leben
Ruge studierte an der Technischen Universität Braunschweig, wo er 1988 sein Diplom als Architekt erhielt. Anschließend forschte er an der Kyoto University und arbeitete bis 1992 im Büro Ueda Atelier und Genplan in Kyoto, Japan.
Seit 1993 praktiziert er als freiberuflicher Architekt in Berlin, bis 2011 Büropartnerschaft Pysall Ruge Architekten mit Justus Pysall, danach Büropartnerschaft Peter Ruge Architekten mit Kayoko Uchiyama und Matthias Matschewski. Der Schwerpunkt liegt seit 2003 in der Planung und Realisierung von nachhaltigen Gebäuden und Stadtentwürfen in Europa und Asien. Seit 1991 lehrt er Architektur und seit 2010 Nachhaltiges Entwerfen an der Hochschule Anhalt am Dessau Institute of Architecture (DIA). Er war Gastprofessor an der Zhejiang Sci-Tech University in Hangzhou und lehrt jetzt an der Kyoto Seika University in Japan und Shenyang Jianzhu University in China. Ruge ist Mitglied im Bund Deutscher Architekten.

## Ausgezeichnete Werke (Auswahl)
- LTD_1 in Hamburg, 2008 – erste Goldzertifizierung der Deutschen Gesellschaft für Nachhaltiges Bauen für ein Bürogebäude,[5] 2010; Best Architects 11, Düsseldorf 2010;[6] BDA Hamburg Architektur Preis 2008[7]
- Polnisches Luftfahrtmuseum Krakau, 2010 – Cemex Building Award 1. Preis, Monterrey 2011; The Janusz Bogdanowski Award, Krakau 2010;[8] Preis für Nachhaltige Architektur Polish Green Building Council (PLGBC), 2011[9]
- Passivhaus Bruck, Changxing, 2014[10] – Energy Efficiency Award 2020 – East China des Bundesministerium für Wirtschaft und Energie;[11] erste Zertifizierung der Deutschen Gesellschaft für Nachhaltiges Bauen in der Volksrepublik China (Goldmedaille) 2015;[12] (Platinmedaille) 2015;[13] Elite Award des Ministry of Science and Technology (China), 2014;[14] World Green Design Award, Gold medal, 2014;[15] Edge Zertifikat (Excellence In Design For Greater Efficiencies) der IFC World Bank Group, 2015;[16] Best Hotel Designer Award Top 10 – Mirror Award, Shanghai, 2015
- Green Health City in Hainan, 2014 – World Green Design Award, Silver medal, 2014;[17] RTF Sustainability Award, Honorable Mention, 2014[18]
- Klimapositiv – Wohnquartier Schleizer Straße in Berlin, 2021 – Klimaschutzpartner des Jahres 2021, Gewinner der Kategorie „Erfolgreich realisiertes Projekt“[19]
- Green Buddy Award 2023, Gewinner in der Kategorie „Produktion, Dienstleistungen, Handwerk“[20]